# Staw ramienny

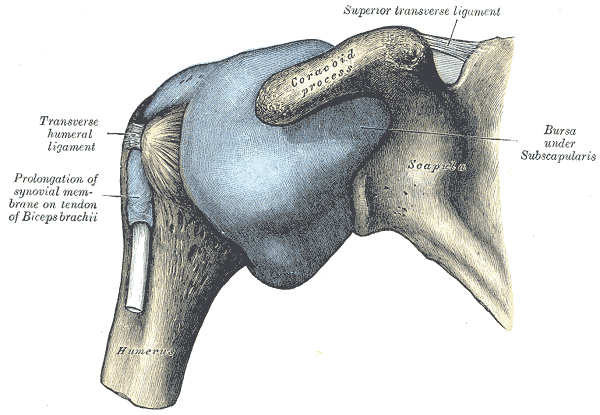
Staw ramienny.

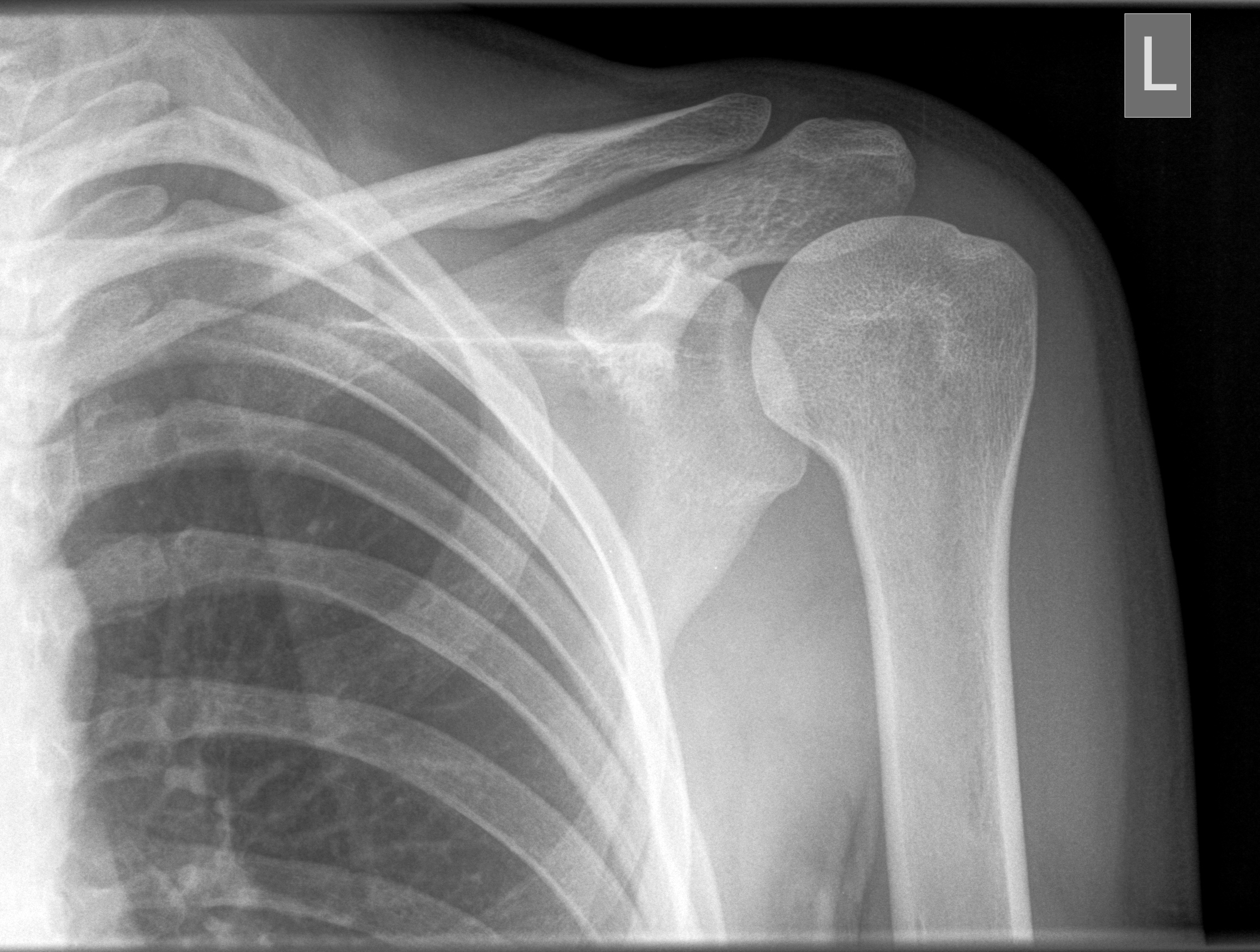
Zdjęcie rentgenowskie stawu ramiennego

Staw ramienny (łac. articulatio humeri) – w anatomii człowieka staw kulisty wolny łączący kończynę górną z obręczą barkową.
Główkę stawową tworzy głowa kości ramiennej, a panewkę wydrążenie stawowe oraz obrąbek stawowy łopatki, przyczepiony do brzegów wydrążenia stawowego. Dzięki obrąbkowi stawowemu zwiększana jest powierzchnia stawowa panewki, czego następstwem jest zabezpieczenie ruchów w stawie. Torebkę stawową wzmacnia więzadło kruczo-ramienne i więzadła obrąbkowo-ramienne (górne, środkowe, dolne). Torebka jest dodatkowo wzmocniona ścięgnami mięśnia obłego mniejszego, mięśnia podgrzebieniowego, nadgrzebieniowego, mięśnia podłopatkowego, które zabezpieczają staw tworząc pierścień rotatorów.
Ruchy odbywają się w trzech płaszczyznach: zgięcie i prostowanie, odwodzenie i przywodzenie, ruchy obrotowe ramienia do wewnątrz i na zewnątrz. Połączenie ruchów zgięcia i prostowania z odwodzeniem i przywodzeniem pozwala na ruchy obwodzenia. Odwodzenie w stawie ramiennym zachodzi tylko do płaszczyzny poziomej. Możliwość uniesienia ramienia ponad płaszczyznę poziomą to efekt pracy stawów: mostkowo-obojczykowego i barkowo-obojczykowego.